# Champigny-le-Sec
Champigny-le-Sec ist eine Commune déléguée in der französischen Gemeinde Champigny en Rochereau mit 1110 Einwohnern (Stand: 1. Januar 2019) im Nordwesten des Départements Vienne in Frankreich.
Die Gemeinde Champigny-le-Sec wurde am 1. Januar 2017 mit Le Rochereau zur Commune nouvelle Champigny en Rochereau zusammengeschlossen. Die Gemeinde gehörte zum Arrondissement Poitiers und zum Kanton Migné-Auxances (bis 2015: Kanton Mirebeau).

## Geographie
Champigny-le-Sec liegt etwa 20 Kilometer nordwestlich von Poitiers im Haut-Poitou.
Umgeben wurde die Gemeinde Champigny-le-Sec von den Nachbargemeinden Amberre im Norden, Blaslay im Osten, Charray im Süden und Südosten, Le Rochereau im Süden, Vouzailles im Westen sowie Cuhon im Nordwesten.

## Bevölkerungsentwicklung
| Jahr                      | 1962 | 1968 | 1975 | 1982 | 1990 | 1999 | 2006  | 2013  |
| ------------------------- | ---- | ---- | ---- | ---- | ---- | ---- | ----- | ----- |
| Einwohner                 | 861  | 804  | 789  | 786  | 796  | 800  | 1.000 | 1.088 |
| Quelle: Cassini und INSEE |      |      |      |      |      |      |       |       |

## Sehenswürdigkeiten
- Dolmen von Fontenaille seit 1929 Monument historique

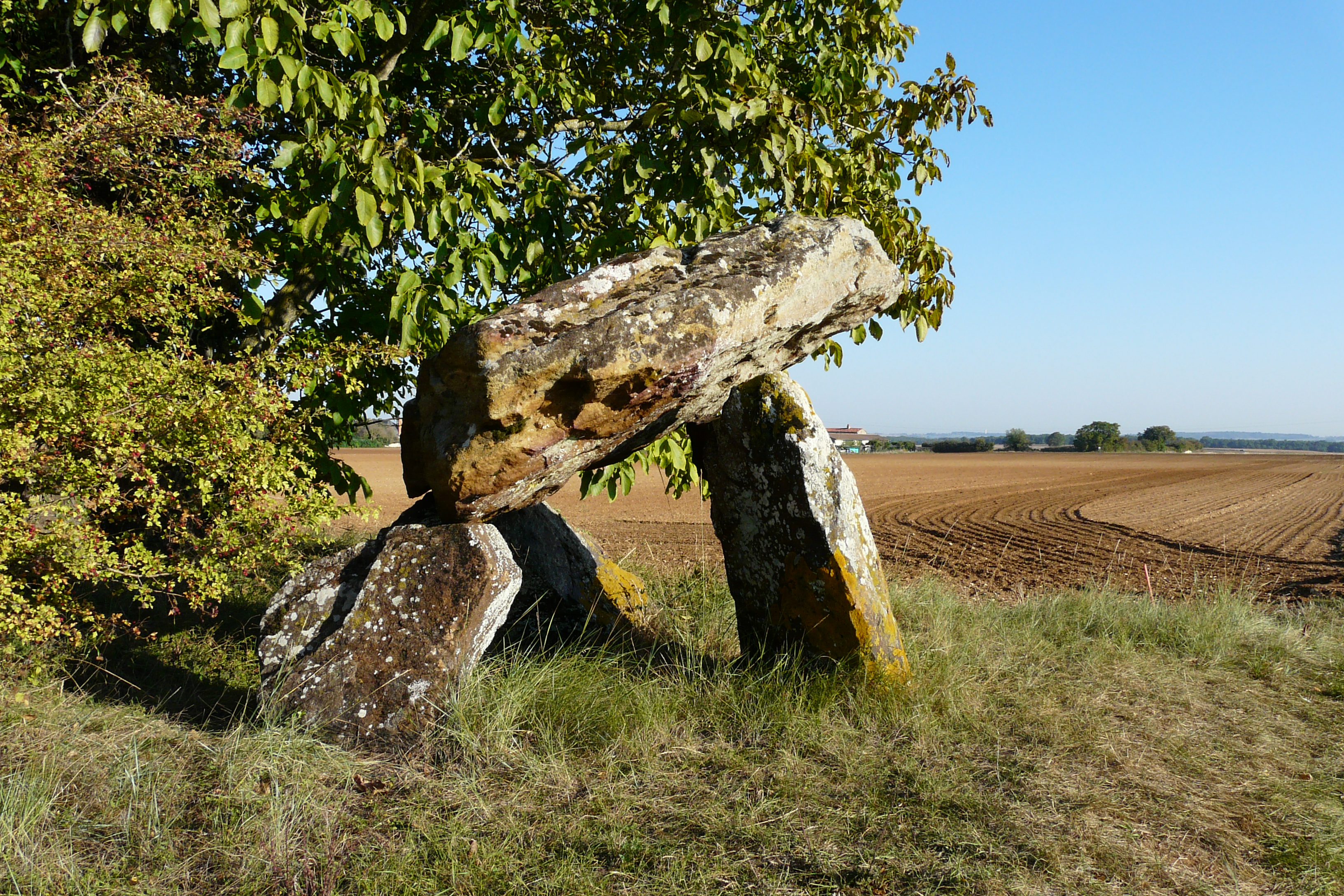
Dolmen von Fontenaille